# Гэдд, Сирил
Сирил Джон Гэдд (англ. Cyril John Gadd, 1893[…] — 1969[…]) — британский ассириолог, шумеролог и куратор. Он был хранителем отдела египетских и ассирийских древностей Британского музея с 1948 по 1955 год и профессором древних семитских языков и цивилизаций в Школе востоковедения и африканистики Лондонского университета с 1955 по 1960 год. 
Служил в британской армии во время Первой мировой войны; после демобилизации он в сентябре 1919 года присоединился к Британскому музею, а также работал на раскопках в Уре, Каркемише, Алалахе и Нимруде. Во время Второй мировой войны он служил пожарным в Британском музее и его окрестностях. Дослужившись до хранителя, он покинул Британский музей, чтобы поступить в академические круги, и после выхода на пенсию в 1961 году был назначен почётным профессором.

## Избранные труды
- Edwards, I. E. S; Gadd, C. J; Hammond, N. G. L; Sollberger, E, eds. (1973), The Cambridge Ancient History: Vol. 2. Part 1, History of the Middle East and the Aegean region, c. 1800-1380 B.C, Cambridge: Cambridge University Press
- Edwards, I. E. S; Gadd, C. J; Hammond, N. G. L; Sollberger, E, eds. (1975), The Cambridge Ancient History: Vol. 2. Part 2, History of the Middle East and the Aegean region, c. 1380-1000 B.C, Cambridge: Cambridge University Press, ISBN 0511466773